# Ovale rosso
Ovale rosso è un dipinto a olio su tela (71,5x71,5 cm) realizzato nel 1920 dal pittore Vasilij Kandinskij.
È conservato nel Guggenheim Museum di New York.